# Paris-Bourges 2015
Paris-Bourges 2015 est la 65e édition de la course cycliste française Paris-Bourges se déroulant le 8 octobre 2015 entre Gien (Loiret) et Bourges (Cher), sur une distance de 190,3 kilomètres.
La course fait partie du calendrier UCI Europe Tour 2015 en catégorie 1.1 et est remportée par l'Irlandais Sam Bennett (Bora-Argon 18).

## Présentation

### Parcours
La course prend le départ à Gien (Loiret). Trois sprints intermédiaires et trois côtes sont répertoriés pour leurs classements respectifs. L'arrivée a lieu dans la ville de Bourges (Cher).

### Équipes
Vingt équipes participent à ce Paris-Bourges - quatre ProTeams, six équipes continentales professionnelles et dix équipes continentales :
| UCI ProTeams        | UCI ProTeams | UCI ProTeams |
| Nom de l'équipe     | Pays         | Code         |
| ------------------- | ------------ | ------------ |
| AG2R La Mondiale    | France       | ALM          |
| FDJ                 | France       | FDJ          |
| Tinkoff-Saxo        | Russie       | TCS          |
| Trek Factory Racing | États-Unis   | TFR          |

| Équipes continentales professionnelles | Équipes continentales professionnelles | Équipes continentales professionnelles |
| Nom de l'équipe                        | Pays                                   | Code                                   |
| -------------------------------------- | -------------------------------------- | -------------------------------------- |
| Bora-Argon 18                          | Allemagne                              | BOA                                    |
| Bretagne-Séché Environnement           | France                                 | BSE                                    |
| Cofidis                                | France                                 | COF                                    |
| Europcar                               | France                                 | EUC                                    |
| Topsport Vlaanderen-Baloise            | Belgique                               | TSV                                    |
| Wanty-Groupe Gobert                    | Belgique                               | WGG                                    |

| Équipes continentales   | Équipes continentales | Équipes continentales |
| Nom de l'équipe         | Pays                  | Code                  |
| ----------------------- | --------------------- | --------------------- |
| Armée de Terre          | France                | ADT                   |
| Auber 93                | France                | AUB                   |
| Bike Aid                | Allemagne             | BAI                   |
| Differdange-Losch       | Luxembourg            | CCD                   |
| Marseille 13            | France                | M13                   |
| Murias Taldea           | Espagne               | MUR                   |
| Rabobank Development    | Pays-Bas              | RDT                   |
| Roth-Škoda              | Suisse                | ROT                   |
| Roubaix Lille Métropole | France                | RLM                   |
| Wallonie-Bruxelles      | Belgique              | WBC                   |

### Participants
Liste des engagés
| Légende                              | Légende                                                                    | Légende | Légende                                                    |
| ------------------------------------ | -------------------------------------------------------------------------- | ------- | ---------------------------------------------------------- |
| Num                                  | Dossard de départ porté par le coureur sur Paris-Bourges                   | Pos     | Position à l'arrivée de la course                          |
| [[Fichier:\|20px\|class=noviewer\|]] | Indique un maillot de champion national ou mondial, suivi de sa spécialité | NP      | Indique un coureur qui n'a pas pris le départ de la course |
| AB                                   | Indique un coureur qui n'a pas terminé la course                           | HD      | Indique un coureur qui a terminé la course hors des délais |

| AG2R La Mondiale ALM                 | AG2R La Mondiale ALM     | AG2R La Mondiale ALM |
| ------------------------------------ | ------------------------ | -------------------- |
| Num                                  | Coureur                  | Pos                  |
| 1                                    | Nico Denz (GER)          | 37e                  |
| 2                                    | Samuel Dumoulin (FRA)    | 9e                   |
| 3                                    | Gediminas Bagdonas (LTU) | 6e                   |
| 4                                    | Alexis Gougeard (FRA)    | 48e                  |
| 5                                    | Julien Bérard (FRA)      | 71e                  |
| 6                                    | Maxime Daniel (FRA)      | 64e                  |
| 7                                    | Blel Kadri (FRA)         | 100e                 |
| 8                                    | Sébastien Turgot (FRA)   | 25e                  |
| Directeur sportif : Artūras Kasputis |                          |                      |

| Trek Factory Racing TFR            | Trek Factory Racing TFR | Trek Factory Racing TFR |
| ---------------------------------- | ----------------------- | ----------------------- |
| Num                                | Coureur                 | Pos                     |
| 11                                 | Eugenio Alafaci (ITA)   | 122e                    |
| 12                                 | Fumiyuki Beppu (JPN)    | AB                      |
| 13                                 | Julien Bernard (FRA)    | 121e                    |
| 14                                 | Giacomo Nizzolo (ITA)   | 3e                      |
| 15                                 | Grégory Rast (SUI)      | 127e                    |
| 16                                 |                         |                         |
| 17                                 | Jasper Stuyven (BEL)    | 36e                     |
| 18                                 | Danny van Poppel (NED)  | 123e                    |
| Directeur sportif : Alain Gallopin |                         |                         |

| FDJ                             | FDJ                     | FDJ  |
| ------------------------------- | ----------------------- | ---- |
| Num                             | Coureur                 | Pos  |
| 21                              | Arnaud Démare (FRA)     | 4e   |
| 22                              | Mickaël Delage (FRA)    | 20e  |
| 23                              | Johan Le Bon (FRA)      | 95e  |
| 24                              | Lorrenzo Manzin (FRA)   | 96e  |
| 25                              | Laurent Pichon (FRA)    | 105e |
| 26                              | Kévin Réza (FRA)        | 94e  |
| 27                              | Marc Sarreau (FRA)      | 93e  |
| 28                              | Benoît Vaugrenard (FRA) | 107e |
| Directeur sportif : Yvon Madiot |                         |      |

| Tinkoff-Saxo TCS                    | Tinkoff-Saxo TCS     | Tinkoff-Saxo TCS |
| ----------------------------------- | -------------------- | ---------------- |
| Num                                 | Coureur              | Pos              |
| 31                                  | Michael Gogl (AUT)   | 33e              |
| 32                                  | Maciej Bodnar (POL)  | 23e              |
| 33                                  | Matti Breschel (DEN) | 101e             |
| 34                                  | Pavel Brutt (RUS)    | 84e              |
| 35                                  | Michal Kolář (SVK)   | 17e              |
| 36                                  | Antwan Tolhoek (NED) | 52e              |
| 37                                  | Nikolay Trusov (RUS) | 114e             |
| 38                                  |                      |                  |
| Directeur sportif : Lars Michaelsen |                      |                  |

| Cofidis COF                       | Cofidis COF                | Cofidis COF |
| --------------------------------- | -------------------------- | ----------- |
| Num                               | Coureur                    | Pos         |
| 41                                | Nacer Bouhanni (FRA)       | 2e          |
| 42                                | Rayane Bouhanni (FRA)      | 120e        |
| 43                                | Christophe Laporte (FRA)   | 74e         |
| 44                                | Cyril Lemoine (FRA)        | 45e         |
| 45                                | Rudy Molard (FRA)          | 115e        |
| 46                                | Stéphane Rossetto (FRA)    | 111e        |
| 47                                | Xabier San Sebastián (ESP) | AB          |
| 48                                | Anthony Turgis (FRA)       | 87e         |
| Directeur sportif : Stéphane Augé |                            |             |

| Bretagne-Séché Environnement BSE | Bretagne-Séché Environnement BSE | Bretagne-Séché Environnement BSE |
| -------------------------------- | -------------------------------- | -------------------------------- |
| Num                              | Coureur                          | Pos                              |
| 51                               | Yauheni Hutarovich (BLR)         | 19e                              |
| 52                               | Kévin Ledanois (FRA)             | 58e                              |
| 53                               | Romain Feillu (FRA)              | 5e                               |
| 54                               | Armindo Fonseca (FRA)            | 61e                              |
| 55                               | Florian Vachon (FRA)             | 38e                              |
| 56                               | Jonathan Hivert (FRA)            | 113e                             |
| 57                               | Benoît Jarrier (FRA)             | 62e                              |
| 58                               | Daniel McLay (GBR)               | 7e                               |
| Directeur sportif : Roger Trehin |                                  |                                  |

| Europcar EUC                        | Europcar EUC            | Europcar EUC |
| ----------------------------------- | ----------------------- | ------------ |
| Num                                 | Coureur                 | Pos          |
| 61                                  | Yukiya Arashiro (JPN)   | 32e          |
| 62                                  | Jimmy Engoulvent (FRA)  | 118e         |
| 63                                  | Romain Guillemois (FRA) | 76e          |
| 64                                  | Vincent Jérôme (FRA)    | 44e          |
| 65                                  | Alexandre Pichot (FRA)  | 79e          |
| 66                                  | Perrig Quéméneur (FRA)  | 82e          |
| 67                                  | Simon Sellier (FRA)     | 75e          |
| 68                                  | Thomas Voeckler (FRA)   | 116e         |
| Directeur sportif : Lylian Lebreton |                         |              |

| Bora-Argon 18 BOA                 | Bora-Argon 18 BOA         | Bora-Argon 18 BOA |
| --------------------------------- | ------------------------- | ----------------- |
| Num                               | Coureur                   | Pos               |
| 71                                | Shane Archbold (NZL)      | 34e               |
| 72                                | Cesare Benedetti (ITA)    | 40e               |
| 73                                | Sam Bennett (IRL)         | 1er               |
| 74                                | Zakkari Dempster (AUS)    | AB                |
| 75                                | Christoph Pfingsten (GER) | 53e               |
| 76                                | Andreas Schillinger (GER) | 112e              |
| 77                                | Daniel Schorn (AUT)       | 59e               |
| 78                                | Scott Thwaites (GBR)      | 81e               |
| Directeur sportif : André Schulze |                           |                   |

| Wanty-Groupe Gobert WGG                      | Wanty-Groupe Gobert WGG  | Wanty-Groupe Gobert WGG |
| -------------------------------------------- | ------------------------ | ----------------------- |
| Num                                          | Coureur                  | Pos                     |
| 81                                           | Marco Marcato (ITA)      | 124e                    |
| 82                                           | Frederik Backaert (BEL)  | 47e                     |
| 83                                           | Jérôme Baugnies (BEL)    | 80e                     |
| 84                                           | Tom Devriendt (BEL)      | 12e                     |
| 85                                           | Roy Jans (BEL)           | 8e                      |
| 86                                           | Robin Stenuit (BEL)      | 125e                    |
| 87                                           | Kévin Van Melsen (BEL)   | 103e                    |
| 88                                           | Frederik Veuchelen (BEL) | 106e                    |
| Directeur sportif : Hilaire Van der Schueren |                          |                         |

| Topsport Vlaanderen-Baloise TSV    | Topsport Vlaanderen-Baloise TSV | Topsport Vlaanderen-Baloise TSV |
| ---------------------------------- | ------------------------------- | ------------------------------- |
| Num                                | Coureur                         | Pos                             |
| 91                                 | Eliot Lietaer (BEL)             | AB                              |
| 92                                 | Amaury Capiot (BEL)             | 13e                             |
| 93                                 | Tim Declercq (BEL)              | 68e                             |
| 94                                 |                                 |                                 |
| 95                                 | Stijn Steels (BEL)              | 60e                             |
| 96                                 | Bert Van Lerberghe (BEL)        | 10e                             |
| 97                                 |                                 |                                 |
| 98                                 | Pieter Vanspeybrouck (BEL)      | 49e                             |
| Directeur sportif : Andy Missotten |                                 |                                 |

| Marseille 13 KTM M13                    | Marseille 13 KTM M13       | Marseille 13 KTM M13 |
| --------------------------------------- | -------------------------- | -------------------- |
| Num                                     | Coureur                    | Pos                  |
| 101                                     | Ignatas Konovalovas (LTU)  | 55e                  |
| 102                                     | Alexandre Blain (FRA)      | 43e                  |
| 103                                     | Julien El Fares (FRA)      | 98e                  |
| 104                                     | Martin Laas (EST)          | AB                   |
| 105                                     | Yoän Vérardo (FRA)         | AB                   |
| 106                                     | Clément Saint-Martin (FRA) | 102e                 |
| 107                                     | Evaldas Šiškevičius (LTU)  | 30e                  |
| 108                                     |                            |                      |
| Directeur sportif : Freddy Lecarpentier |                            |                      |

| Auber 93 AUB                         | Auber 93 AUB              | Auber 93 AUB |
| ------------------------------------ | ------------------------- | ------------ |
| Num                                  | Coureur                   | Pos          |
| 111                                  | Julien Guay (FRA)         | 92e          |
| 112                                  | Flavien Dassonville (FRA) | 91e          |
| 113                                  | Pierre Gouault (FRA)      | 66e          |
| 114                                  | Alo Jakin (EST)           | 63e          |
| 115                                  | Guillaume Levarlet (FRA)  | 46e          |
| 116                                  | Théo Vimpère (FRA)        | 99e          |
| 117                                  | David Menut (FRA)         | 15e          |
| 118                                  | Maxime Renault (FRA)      | 21e          |
| Directeur sportif : Stéphane Javalet |                           |              |

| Roubaix Lille Métropole RLM         | Roubaix Lille Métropole RLM | Roubaix Lille Métropole RLM |
| ----------------------------------- | --------------------------- | --------------------------- |
| Num                                 | Coureur                     | Pos                         |
| 121                                 | Rudy Barbier (FRA)          | 11e                         |
| 122                                 | Thomas Damuseau (FRA)       | 90e                         |
| 123                                 | Rudy Kowalski (FRA)         | 110e                        |
| 124                                 | Jérémy Leveau (FRA)         | 109e                        |
| 125                                 | Dieter Bouvry (BEL)         | 83e                         |
| 126                                 | Baptiste Planckaert (BEL)   | AB                          |
| 127                                 | Félix Pouilly (FRA)         | 70e                         |
| 128                                 | Maxime Vantomme (BEL)       | 35e                         |
| Directeur sportif : Gilles Pauchard |                             |                             |

| Armée de Terre ADT               | Armée de Terre ADT     | Armée de Terre ADT |
| -------------------------------- | ---------------------- | ------------------ |
| Num                              | Coureur                | Pos                |
| 131                              | Alexis Bodiot (FRA)    | 16e                |
| 132                              | Romain Combaud (FRA)   | 67e                |
| 133                              | Julien Duval (FRA)     | 104e               |
| 134                              | Yoann Barbas (FRA)     | 119e               |
| 135                              | Jordan Levasseur (FRA) | AB                 |
| 136                              | Quentin Pacher (FRA)   | 69e                |
| 137                              | Jimmy Raibaud (FRA)    | 108e               |
| 138                              | Benjamin Thomas (FRA)  | 89e                |
| Directeur sportif : Jimmy Casper |                        |                    |

| Differdange-Losch CCD                 | Differdange-Losch CCD   | Differdange-Losch CCD |
| ------------------------------------- | ----------------------- | --------------------- |
| Num                                   | Coureur                 | Pos                   |
| 141                                   | Tom Thill (LUX)         | 86e                   |
| 142                                   | Rick Ampler (GER)       | AB                    |
| 143                                   | Jānis Dakteris (LAT)    | AB                    |
| 144                                   | Johan Coenen (BEL)      | 85e                   |
| 145                                   | Pontus Kastemyr (SWE)   | AB                    |
| 146                                   | Gediminas Kaupas (LTU)  | AB                    |
| 147                                   | Cedric Raymackers (BEL) | 73e                   |
| 148                                   | Manuel Stocker (SUI)    | AB                    |
| Directeur sportif : François Da Silva |                         |                       |

| Bike Aid BAI                  | Bike Aid BAI           | Bike Aid BAI |
| ----------------------------- | ---------------------- | ------------ |
| Num                           | Coureur                | Pos          |
| 151                           | Yannick Mayer (GER)    | NP           |
| 152                           | Joschka Beck (GER)     | AB           |
| 153                           | Daniel Bichlmann (GER) | 128e         |
| 154                           | Patrick Lechner (GER)  | AB           |
| 155                           | Maarten de Jonge (NED) | 39e          |
| 156                           | Nikodemus Holler (GER) | 72e          |
| 157                           | Timo Schafer (GER)     | AB           |
| 158                           | Richard Laizer (TAN)   | AB           |
| Directeur sportif : Yves Beau |                        |              |

| Wallonie-Bruxelles WBC                | Wallonie-Bruxelles WBC  | Wallonie-Bruxelles WBC |
| ------------------------------------- | ----------------------- | ---------------------- |
| Num                                   | Coureur                 | Pos                    |
| 161                                   | Kevyn Ista (BEL)        | 24e                    |
| 162                                   | Tom Dernies (BEL)       | 22e                    |
| 163                                   | Laurent Évrard (BEL)    | 27e                    |
| 164                                   | Grégory Habeaux (BEL)   | 88e                    |
| 165                                   | Gaëtan Pons (BEL)       | 78e                    |
| 166                                   | Julien Stassen (BEL)    | 65e                    |
| 167                                   | Olivier Chevalier (BEL) | 26e                    |
| 168                                   | Thomas Wertz (BEL)      | AB                     |
| Directeur sportif : Frédéric Amorison |                         |                        |

| Rabobank Development RDT              | Rabobank Development RDT  | Rabobank Development RDT |
| ------------------------------------- | ------------------------- | ------------------------ |
| Num                                   | Coureur                   | Pos                      |
| 171                                   | Mitchell Cornelisse (NED) | AB                       |
| 172                                   | Cees Bol (NED)            | 31e                      |
| 173                                   | Lennard Hofstede (NED)    | AB                       |
| 174                                   | Merijn Korevaar (NED)     | 77e                      |
| 175                                   | Peter Lenderink (NED)     | 42e                      |
| 176                                   | Jan Maas (NED)            | 50e                      |
| 177                                   | Sam Oomen (NED)           | 41e                      |
| 178                                   | Martijn Tusveld (NED)     | 117e                     |
| Directeur sportif : Arthur van Dongen |                           |                          |

| Roth-Škoda ROT                       | Roth-Škoda ROT               | Roth-Škoda ROT |
| ------------------------------------ | ---------------------------- | -------------- |
| Num                                  | Coureur                      | Pos            |
| 181                                  | Andrea Pasqualon (ITA)       | 18e            |
| 182                                  | Alberto Cecchin (ITA)        | AB             |
| 183                                  | Lukas Jaun (SUI)             | 28e            |
| 184                                  |                              |                |
| 185                                  |                              |                |
| 186                                  | Dylan Page (SUI)             | 14e            |
| 187                                  | Temesgen Teklehaimanot (ERI) | AB             |
| 188                                  | Andrea Vaccher (ITA)         | AB             |
| Directeur sportif : Mirco Lorenzetto |                              |                |

| Murias Taldea MUR      | Murias Taldea MUR        | Murias Taldea MUR |
| ---------------------- | ------------------------ | ----------------- |
| Num                    | Coureur                  | Pos               |
| 191                    | Aritz Bagües (ESP)       | 51e               |
| 192                    | Ander Barrenetxea (ESP)  | 126e              |
| 193                    | Garikoitz Bravo (ESP)    | 97e               |
| 194                    | Adrián González (ESP)    | AB                |
| 195                    | Alex Aranburu (ESP)      | 54e               |
| 196                    | Jon Ander Insausti (ESP) | 29e               |
| 197                    | Unai Intziarte (ESP)     | 56e               |
| 198                    | Beñat Txoperena (ESP)    | 57e               |
| Directeur sportif : ?? |                          |                   |

### Favoris
L'équipe Giant-Shimano du vainqueur de l'édition précédente, l'Allemand John Degenkolb, ne participe pas à cette édition.

## Classement final
| \| Classement général \| Classement général \| Classement général \| Classement général \| Classement général \| \| Coureur \| Coureur \| Pays \| Équipe \| Temps \| \| ------------------ \| ------------------ \| ------------------ \| ---------------------------- \| ------------------ \| \| 1er \| Sam Bennett \| Irlande \| Bora-Argon 18 \| 4 h 20 min 57 s \| \| 2e \| Nacer Bouhanni \| France \| Cofidis, Solutions Crédits \| + 0 s \| \| 3e \| Giacomo Nizzolo \| Italie \| Trek Factory Racing \| + 0 s \| \| 4e \| Arnaud Démare \| France \| FDJ \| + 0 s \| \| 5e \| Brice Feillu \| France \| Bretagne-Séché Environnement \| + 0 s \| \| 6e \| Gediminas Bagdonas \| Lituanie \| AG2R La Mondiale \| + 0 s \| \| 7e \| Daniel McLay \| Royaume-Uni \| Bretagne-Séché Environnement \| + 0 s \| \| 8e \| Roy Jans \| Belgique \| Wanty-Groupe Gobert \| + 0 s \| \| 9e \| Samuel Dumoulin \| France \| AG2R La Mondiale \| + 0 s \| \| 10e \| Bert Van Lerberghe \| Belgique \| Topsport Vlaanderen-Baloise \| + 0 s \| |                    |             |                              |                 |
| |                    |             |                              |                 |
| |                    |             |                              |                 |
| Classement général |                    |             |                              |                 |
| Coureur | Coureur            | Pays        | Équipe                       | Temps           |
| 1er | Sam Bennett        | Irlande     | Bora-Argon 18                | 4 h 20 min 57 s |
| 2e | Nacer Bouhanni     | France      | Cofidis, Solutions Crédits   | + 0 s           |
| 3e | Giacomo Nizzolo    | Italie      | Trek Factory Racing          | + 0 s           |
| 4e | Arnaud Démare      | France      | FDJ                          | + 0 s           |
| 5e | Brice Feillu       | France      | Bretagne-Séché Environnement | + 0 s           |
| 6e | Gediminas Bagdonas | Lituanie    | AG2R La Mondiale             | + 0 s           |
| 7e | Daniel McLay       | Royaume-Uni | Bretagne-Séché Environnement | + 0 s           |
| 8e | Roy Jans           | Belgique    | Wanty-Groupe Gobert          | + 0 s           |
| 9e | Samuel Dumoulin    | France      | AG2R La Mondiale             | + 0 s           |
| 10e | Bert Van Lerberghe | Belgique    | Topsport Vlaanderen-Baloise  | + 0 s           |